# دین ویندسور
دین ویندسور (انگلیسی: Dean Windsor؛ زادهٔ ۹ سپتامبر ۱۹۸۶) دوچرخه‌سوار اهل استرالیا است.
وی عضو تیم‌هایی همچون تیم دوچرخه‌سواری دراپاک بوده است.